# 東池袋四丁目停留場
東池袋四丁目停留場（ひがしいけぶくろよんちょうめていりゅうじょう）は、東京都豊島区東池袋四丁目にある東京都交通局都電荒川線（東京さくらトラム）の停留場である。駅番号はSA 25。
サンシャインシティへの最寄停留場であり、「サンシャイン前」の停留場副名称を持つ。

## 歴史
- 1925年（大正14年）11月12日：王子電気軌道大塚駅前 - 鬼子母神前間開業時に水久保停留場（みずくぼていりゅうじょう）として開設[2]。
- 1939年（昭和14年）4月1日：東京市電（現・東京都電車）池袋線護国寺前 - 池袋駅前間開通に伴い、王子電気軌道線との交差地点近くに日出町二丁目停留場（ひのでちょうにちょうめていりゅうじょう）が開設。水久保停留場を日出町二丁目停留場に統合[3][2]。
- 1942年（昭和17年）2月1日：王子電気軌道が東京市に事業譲渡。東京市電早稲田線（現・荒川線）および池袋線の停留場となる。
- 1944年（昭和19年）：戦時体制により早稲田線の営業を休止[4]。
- 1946年（昭和21年）7月10日：早稲田線の営業を再開[2]。
- 1967年（昭和42年）3月1日：東池袋四丁目停留場に改称。
- 1969年（昭和44年）10月26日：池袋線廃止に伴い、早稲田線単独の停留場となる。

## 停留場構造
相対式ホーム2面2線の地上駅。東京都道435号音羽池袋線を挟んで千鳥式にホームが設置され、早稲田方面のりばが向原寄り、三ノ輪橋方面のりばが都電雑司ヶ谷寄りにある。
なお、都市計画道路補助81号線の整備に伴い、将来的に上下線のホーム位置を入れ替える予定があり、整備完了後は道路上（併用軌道）の停留場となる。
| 乗車ホーム | 路線                            | 方向 | 行先         |
| ---------- | ------------------------------- | ---- | ------------ |
| 西側       | 都電荒川線 （東京さくらトラム） | 上り | 三ノ輪橋方面 |
| 東側       | 都電荒川線 （東京さくらトラム） | 下り | 早稲田方面   |

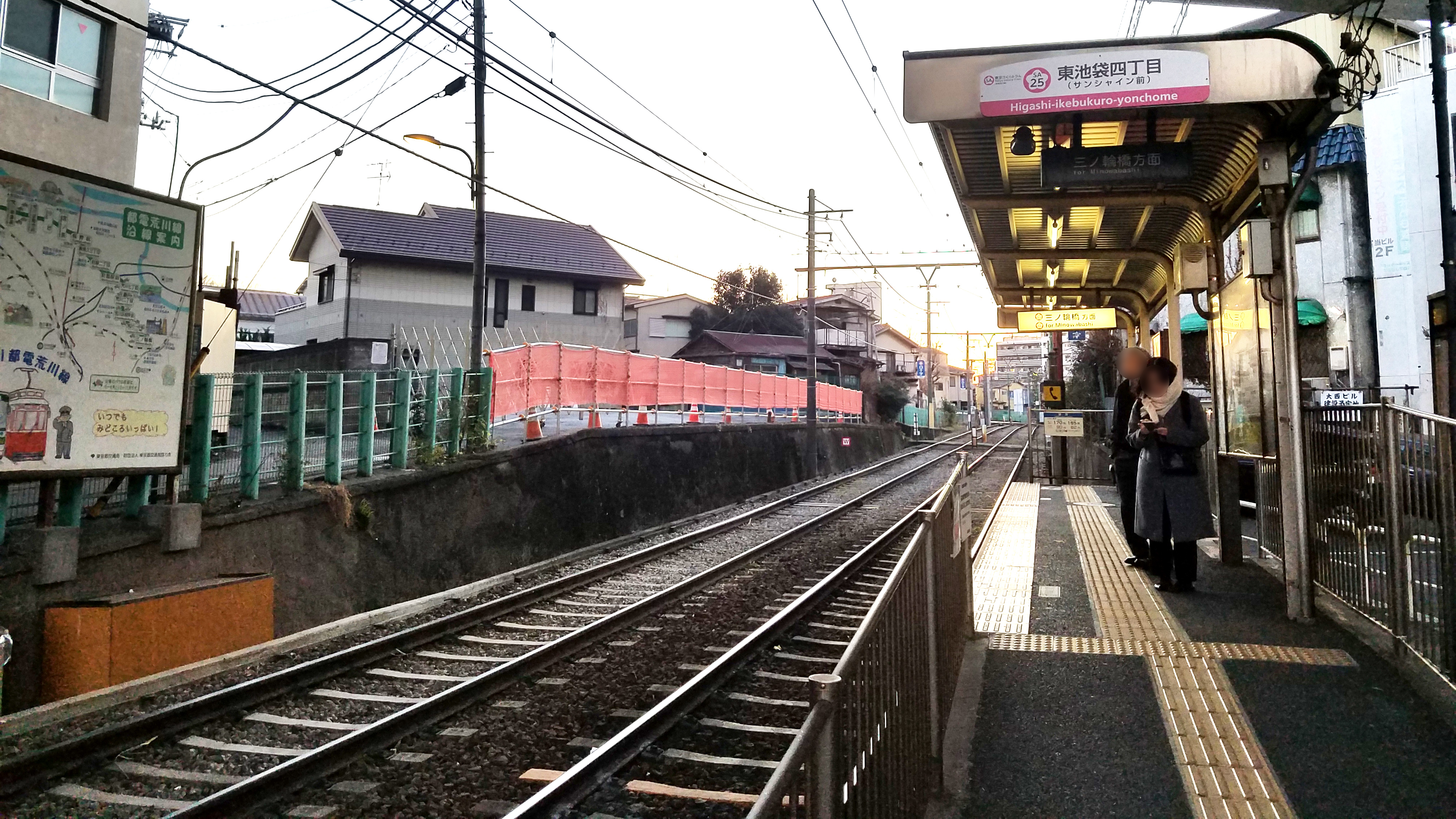
三ノ輪橋方面ホーム（2019年1月）
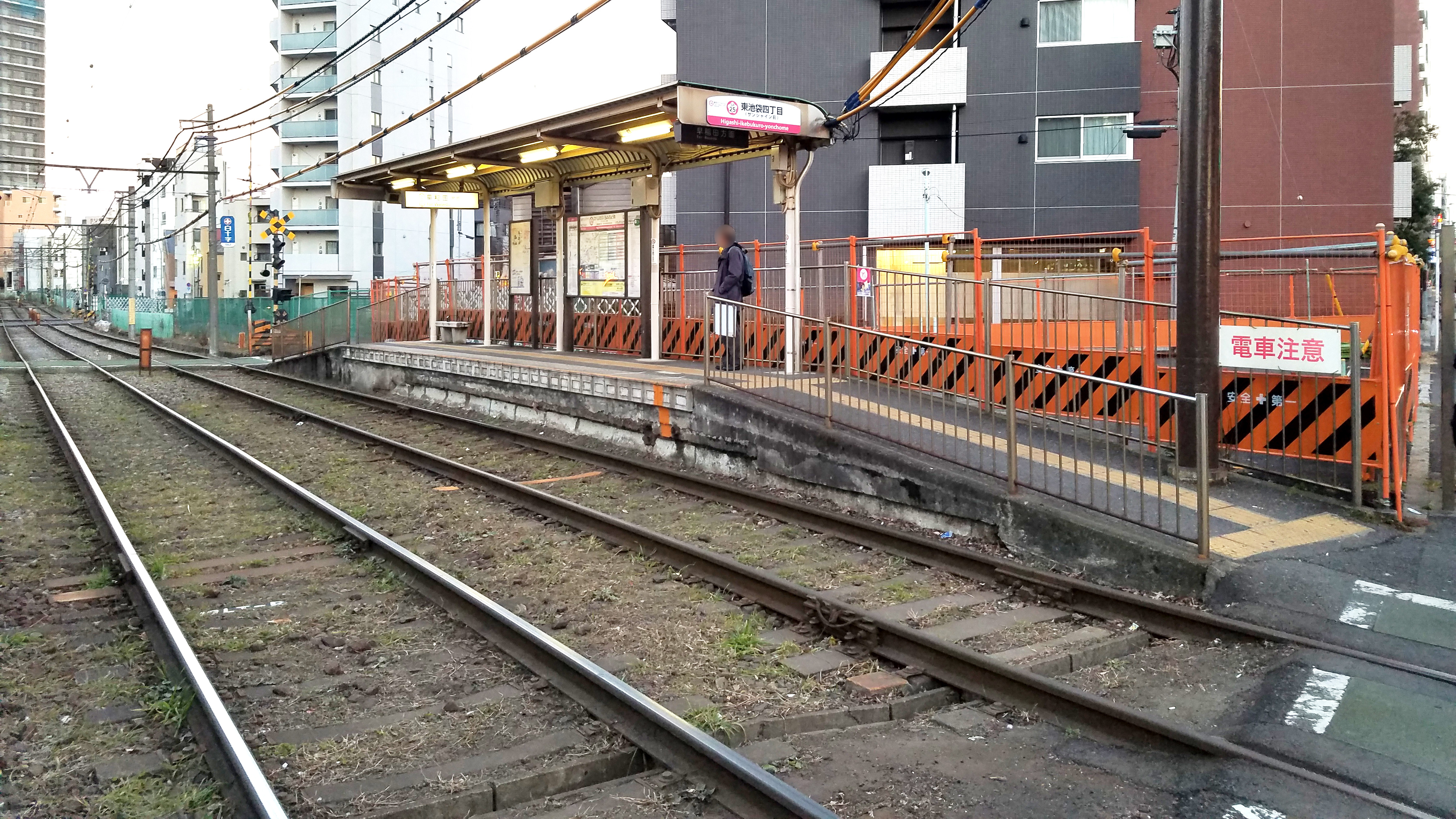
早稲田方面ホーム（2019年1月）

## 停留場周辺
- 東京メトロ有楽町線東池袋駅 - 本停留場直下にある。都電では乗換駅として案内されているが、東池袋駅においては正式な乗換案内はされていない（現地に案内表示は存在する）。
- サンシャインシティ
- 豊島区役所
- としまみどりの防災公園（IKE・SUNPARK）

## 隣の停留場
東京都交通局
 都電荒川線（東京さくらトラム）
向原停留場 (SA 24) - 東池袋四丁目停留場 (SA 25) - 都電雑司ヶ谷停留場 (SA 26)